# Ранчо Скинуокер

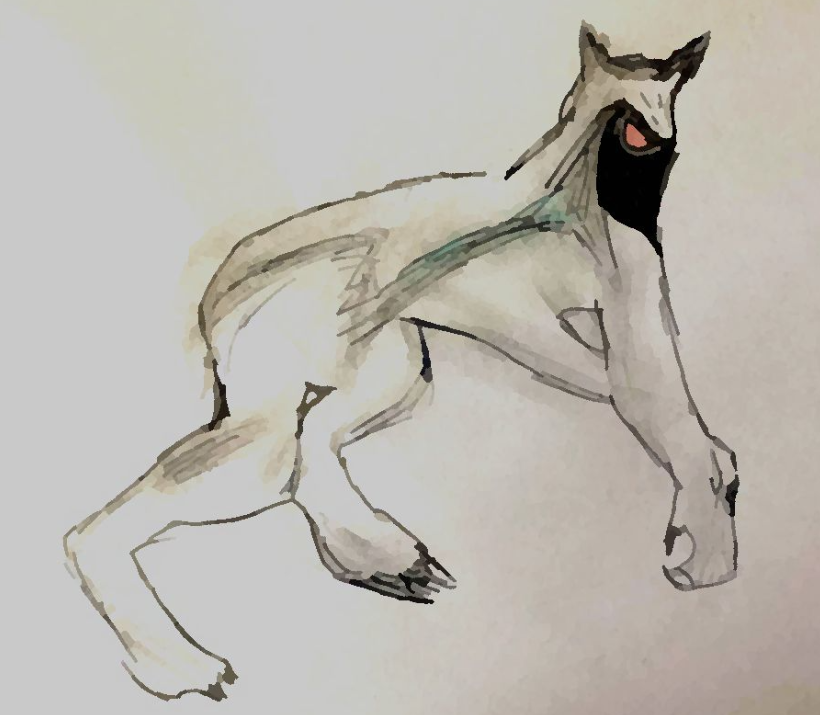
Скинуокер

Ранчо Скинуокер (англ. Skinwalker Ranch), также известное как Ранчо Шерман (англ. Sherman Ranch) — земельная собственность, расположенная приблизительно на 480 акрах (1,9 км²) к юго-востоку от Бэлларда (штат Юта), которая является предположительно местом сверхъестественных и связанных с НЛО происшествий. Названо в честь оборотня (англ. skin-walker) из индейской легенды.
Публикации о ранчо впервые появились в газете города Солт-Лейк-Сити «Deseret News», а позже в альтернативном еженедельнике «Las Vegas Mercury» как ряд статей журналиста Джорджа Кнэппа. Эти ранние статьи рассказывали о семье, недавно купившей ранчо, на котором произошло множество необъяснимых и пугающих событий.
Кнэпп и его соавтор Колм Келлеэр впоследствии написали книгу, описывающую историю, в которой Национальный институт науки и открытия (NIDSci) покупает ранчо, чтобы изучить свидетельства наблюдений НЛО, существ, подобных бигфуту, кругов на полях, пылающих шаров и полтергейстов, о которых сообщают его бывшие владельцы.
Ранчо расположено в западном округе Уинта, граничащем с индейской резервацией Ютов, обычно называемое «ранчо НЛО» из-за его 50-летней истории странных паранормальных событий. Кнэпп и Келлеэр цитируют книгу 1974 года Фрэнка Сэлисбери и Джозефа «Джуниора» Хикса «Отображение НЛО Юты: Отчёт учёного», которая детализирует более раннее расследование предполагаемых наблюдений НЛО в районе округа Уинта. Согласно Келлеэру и Кнэппу, они видели или исследовали доказательства около 100 инцидентов, которые включают исчезнувший и искалеченный рогатый скот, наблюдения неопознанных летающих объектов или шаров, невидимые объекты, испускающие разрушительные магнитные поля, а также наблюдения больших животных с красными глазами. Среди участников книги был армейский полковник Джон Би Александер, который характеризовал усилие NIDSci как попытку получить точные данные, используя «стандартный научный подход». Однако следователи признались в «трудности получения доказательств, совместимых с научной публикацией». Увечье скота было частью фольклора местных жителей в течение многих десятилетий, но покупка ранчо основателем NIDSci Робертом Бигелоу и финансирование расследования были по сообщениям результатом того, что он убеждённо верил в эти легенды, которые включали в себя рассказы семьи бывшего владельца ранчо Терри Шермана о странных огнях и необычных фигурах на траве и почве.
В 1996 году скептик Джеймс Рэнди наградил Бигелоу премией Pigasus за финансирование покупки собственности для того, что он назвал «бесполезным исследованием „ранчо с привидениями в Юте“».

## В культуре
«Ранчо Скинуокер» — псевдодокументальный фильм 2013 года, основанный на легендах о ранчо.